# Joanika Ring
Joanika C. Ring - Zwart (Laren, 3 april 1946) is een Nederlandse beeldhouwer, illustrator, striptekenaar. Joanika Zwart is dochter van beeldhouwer, kunstschilder en tv-pionier Peter Zwart.
Naast de lessen van haar vader behaalde ze de MO-akte Tekenen aan de Rijksschool voor Kunstnijverheid Amsterdam.
Op haar negentiende werkte ze als illustrator in de Amsterdamse afdeling van het Amerikaanse reclamebureau J.Walter Thompson.

## Illustrator
Bij het werken voor Toonder Studio's in kasteel Nederhorst in Nederhorst den Berg leerde ze haar man Børge Ring kennen. Bij Toonder werkte Joanika deel aan het schetsen van gagpagina's met de antropomorfe kat Pelle Svanslös voor het Zweedse Semic Press. Nadat ze in Blaricum hadden gewoond, verhuisde het echtpaar in de tachtiger jaren naar een woonboerderij in het Noord-Brabantse Overlangel in de gemeente Ravenstein.
Vanaf 1973 ontwikkelden zij samen de kinderserie Anton, die door Palm Plus Producties werd uitgevoerd en wereldwijd gedistribueerd. Voor het jeugdblad Sjors maakten ze de fantasystrip Distel en de slapstickstrip Kobus en Kachelmans. Voor het meisjestijdschrift Tina tekenden ze de achteromslag van het gekke kantoormeisje Fleurtje. Tussen 1973 en 1980 inktte ze de potloodkunst van voormalige Toondercollega's op met personages als Broer Konijn en Kleine Hiawatha.

## Beeldhouwer

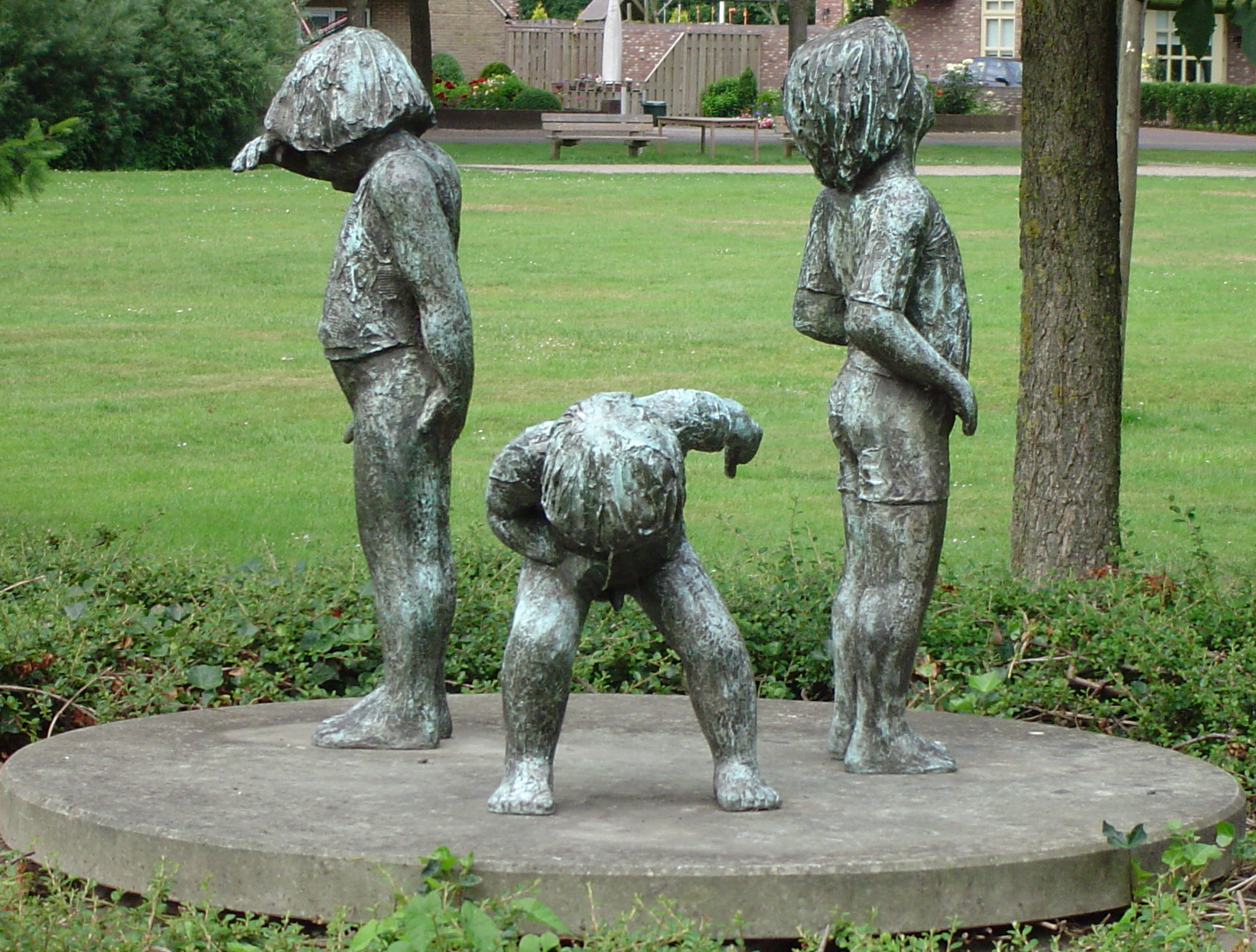
Drie Kinderen

Haar voornaamste bezigheden zijn echter beeldhouwen en schilderen.
Voor haar werk gebruikt ze steen en brons. Haar expressionistische werk wordt gekenmerkt door ronde vrouwelijke vormen. Familie en kinderen zijn een terugkerend thema in realistische werk.
Veel van haar kleinere bronsplastieken en albasten/marmer beelden en ander werken gingen verloren tijdens een brand in 2012. Het herontworpen interieur van het huis was op 3 maart 2016 te zien in een aflevering van KRO-NCRV televisieprogramma 'BinnensteBuiten'. Haar werk werd aangekocht door particulieren, Douwe Egberts, Shell en de Provincie Noord-Holland.
Werk in de publieke ruimte
- Ontdekkende kinderen (2012) Brink Overlangel
- Drie kinderen (1995) Overlangel
- De Steltlopers hal villa Nederheem in Blaricum

## Spiritualisme
Joanika Ring verdiepte zich ook in spirituele studies over non-dualisme in de Advaita Vedanta. Haar boeken over zelfrealisatie gaf ze uit in eigen beheer.
- International Standard Name Identifier: 0000 0003 9349 4531
- RKD-Nederlands Instituut voor Kunstgeschiedenis: 67080
- Virtual International Authority File: 281387140
- WorldCat: E39PBJhmFhxfDYdTyYW8tk4Xh3